# Molossus sinaloae
Molossus sinaloae (Allen, 1906) è un pipistrello della famiglia dei Molossidi diffuso in America centrale e meridionale.

## Descrizione

### Dimensioni
Pipistrello di medie dimensioni, con la lunghezza della testa e del corpo tra 69 e 85 mm, la lunghezza dell'avambraccio tra 45 e 52 mm, la lunghezza della coda tra 41 e 52 mm, la lunghezza del piede tra 10 e 13 mm, la lunghezza delle orecchie tra 13 e 17 mm e un peso fino a 28 g.

### Aspetto
La pelliccia è corta e vellutata, con delle setole più lunghe sulla groppa. Le parti dorsali sono nere, marroni scure o bruno-rossastre con la base dei peli bianca, mentre le parti ventrali sono bruno-grigiastre. Il muso è corto, tronco ed elevato. Una sacca golare è ben sviluppata nei maschi e rudimentale nelle femmine. Le orecchie sono corte, larghe e unite anteriormente alla base, dalla quale si estende fino alle narici una cresta cutanea. Il trago è piccolo, diritto ed appuntito, nascosto dietro l'antitrago il quale è grande e semi-circolare. Le ali sono attaccate posteriormente sulle caviglie. I piedi sono corti. La coda è lunga, tozza e si estende per circa la metà oltre l'uropatagio. Il cariotipo è 2n=48 FNa=58.

## Biologia

### Comportamento
Si rifugia all'interno di grotte, case e sotto le fronde delle palme solitamente in gruppi numerosi. L'attività predatoria inizia subito dopo il tramonto, termina dopo circa due ore per poi riprendere prima dell'alba.

### Alimentazione
Si nutre principalmente di falene, scarafaggi ed altri insetti.

### Riproduzione
Femmine gravide sono state osservate nella Penisola dello Yucatán da marzo a giugno.

## Distribuzione e habitat
Questa specie è diffusa dal Messico fino alla Colombia sud-occidentale e alla Guyana francese nord-occidentale.
Vive nelle foreste secche decidue, foreste sempreverdi, pascoli e aree popolate fino a 2.400 metri di altitudine.

## Tassonomia
Sono state riconosciute 2 sottospecie:
- M.s.sinaloae: Stati messicani di Sinaloa, Nayarit, Jalisco, Colima, Michoacán, Guerrero, Oaxaca, Chiapas, Tabasco, Campeche, Quintana Roo e Yucatán; Guatemala, Belize, Honduras, Nicaragua, El Salvador, Costa Rica;
- M.s.trinitatus (Goodwin, 1959): Panama, Colombia settentrionale ed occidentale; Venezuela, Guyana e Suriname settentrionali, Guyana francese nord-occidentale e isola di Trinidad.

## Conservazione
La IUCN Red List, considerato il vasto areale, la popolazione presumibilmente numerosa, la presenza in diverse aree protette e la tolleranza alle modifiche ambientali, classifica M.sinaloae come specie a rischio minimo (Least Concern)).